# Appunti partigiani
Appunti partigiani è l'ottavo album dei Modena City Ramblers (il settimo in studio).

## Il disco
L'album riprende idealmente Materiale resistente (con ovvi riferimenti a un periodo storico molto caro al gruppo) prodotto 10 anni prima (1995) da Giovanni Lindo Ferretti. Chiama a raccolta molti ex Ramblers (Alberto Cottica, Massimo Giuntini, Luciano Gaetani e Giovanni Rubbiani), oltre ad altri compagni di viaggio come Paolo Rossi, Gang, Bandabardò e Casa del vento.
È l'ultimo album dei Modena City Ramblers prima dell'abbandono del cantautore Cisco.

## Tracce
1. Bella ciao (con Goran Bregović) – 4:29 (Tradizionale[3])
2. Auschwitz (con Francesco Guccini) – 5:29 (Francesco Guccini)
3. Oltre il ponte (con Moni Ovadia) – 4:54 (Italo Calvino, Sergio Liberovici, adattamento su musica tradizionale irlandese)
4. I ribelli della montagna (con la Bandabardò) – 3:49 (Tradizionale)
5. La guerra di Piero (con Piero Pelù) – 3:47 (Fabrizio De André)
6. Al Dievel (con il Coro delle Mondine di Novi) – 3:46
7. All you fascists (con Billy Bragg) – 2:22 (Woody Guthrie)
8. Notte di San Severo (con la Casa del vento) – 3:53 (Casa del vento)
9. Il sentiero (liberamente ispirato a Il sentiero dei nidi di ragno di Italo Calvino) – 3:26
10. Il partigiano John (con Bunna (Africa Unite) – 3:17
11. L'unica superstite (con Fiamma) – 4:32
12. Spara Jurij (con Paolo Rossi) – 4:21 (CCCP)
13. La pianura dei sette fratelli (con i Gang) – 4:31 (Marino e Sandro Severini)
14. Pietà l'è morta (con Ginevra Di Marco) – 4:39 (Nuto Revelli)
15. Viva l'Italia (con Cisco, Ginevra, Piero, Morgan, Bunna, Paolo, Erriquez, Marino) – 3:43 (Francesco De Gregori)

## Formazione

### Gruppo
- Stefano "Cisco" Bellotti - voce e chitarre
- Francesco "Fry" Moneti - violino, chitarre, mandolino, banjo
- Massimo Ghiacci - bassi, contrabbasso e chitarra baritono
- Franco D'Aniello - tin whistle, flauto traverso, tromba
- Roberto Zeno - batteria, djembe e percussioni
- Arcangelo "Kaba" Cavazzuti - chitarra acustica, banjo, tastiere, tabla e percussioni varie
- Luca "Gabibbo" Giacometti - bouzouki, mandolino, banjo

### Altri musicisti
- Goran Bregović and "Wedding and Funeral Band" - orchestrazione ed arrangiamento "dichiaratamente live" in Bella ciao
- Francesco Guccini - voce in Auschwitz
- Moni Ovadia - voce in Oltre il ponte
- Erriquez della Bandabardò - voci in I ribelli della montagna e Viva l'Italia, cori in I ribelli della montagna
- Finaz della Bandabardò - voci in I ribelli della montagna e Viva l'Italia, cori in I ribelli della montagna, intro chitarra classica in Oltre il ponte
- Piero Pelù - voce in La guerra di Piero e Viva l'Italia
- Coro delle mondine di Novi - coro in Al Dievel
- Billy Bragg - voce in All you fascists
- Luca Lanzi della "Casa del Vento" - voce in Notte di San Severo e Viva l'Italia
- Bunna degli Africa Unite - voce in Il partigiano John e Viva l'Italia
- Fiamma - voce in L'unica superstite
- Paolo Rossi - voce in Spara Jurij e Viva l'Italia
- Marino Severini dei Gang - voce in La pianura dei sette fratelli e Viva l'Italia
- Ginevra Di Marco - voce in Pietà l'è morta e Viva l'Italia
- Morgan - voce in Viva l'Italia
- Carlo Loiodice - fisarmonica in La pianura dei sette fratelli, Il sentiero, Al Dievel, L'unica superstite
- Alberto Cottica - fisarmonica in Il partigiano John, La guerra di Piero, Auschwitz e intro di La pietà l'è morta
- Sauro Lanzi della "Casa del Vento" - fisarmonica in I ribelli della montagna, Notte di San Severo, Viva l'Italia e La guerra di Piero, tromba e trombone in Spara Jurij e Il partigiano John
- Daniele Contardo - organetto in Oltre il ponte, Pietà l'è morta, L'unica superstite e Auschwitz, fisarmonica in Spara Jurij
- Franco Borghi - fisarmonica in All you fascists
- Massimo Giuntini - uilleann pipes in Oltre il ponte, Auschwitz, Il sentiero e Pietà l'è morta, low whistle in I ribelli della montagna, clarinetto in Spara Jurij, bouzouki in Al Dievel e L'unica superstite
- Luciano Gaetani - mandolino in Oltre il ponte e L'unica superstite, assicella in Oltre il ponte
- Giovanni Rubbiani - chitarra acustica in Al Dievel
- Sandro Severini dei Gang - chitarra elettrica in La pianura dei sette fratelli
- Wafa Zagahal - quanun in La guerra di Piero
- Abed-el Salam Sbbah - darabouka in La guerra di Piero
- Wail-abu Salum - oud in La guerra di Piero